# 50便士硬幣

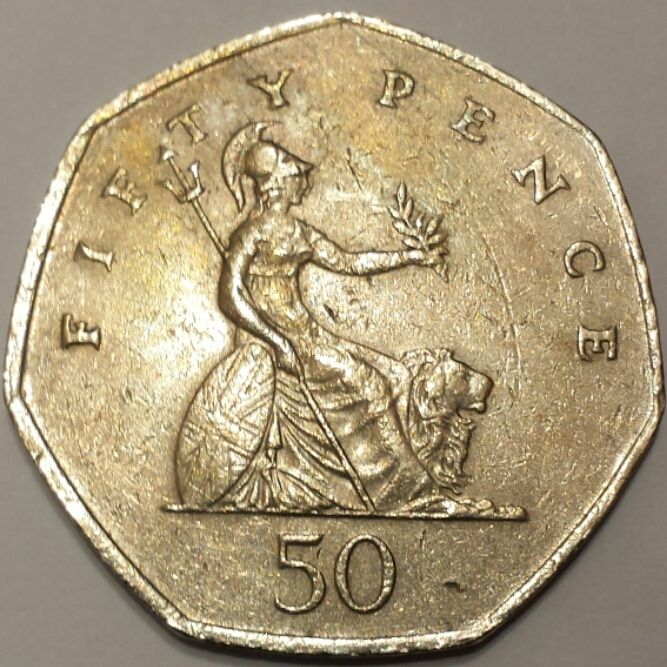
50便士硬币

50便士硬幣（英語：fifty pence）是英鎊硬幣的一種，外形為正七邊形。50便士硬幣於1969年開始發行。正面有英國女王伊麗莎白二世肖像，於2015年設計。2014年3月時，估計有9.48億枚50便士硬幣流通。

## 外部連結
- Royal Mint - 50p coin（页面存档备份，存于）